# Tramlijn 52 (Brussel)
De vroegere Brusselse premetro- en tramlijn 52 verbond de halte Esplanade (op het grenspunt van Neder-Over-Heembeek, Laken en Strombeek-Bever) met de halte Drogenbos in de gelijknamige Vlaamse gemeente. Lijn 52 werd op 2 juli 2007 opgeheven; het noordelijke deel van de lijn (Esplanade - Zuidstation) wordt sindsdien bereden door tramlijn 3, het zuidelijke deel is overgenomen door tram 82.
De kenkleur van lijn 52 was lichtblauw.

## Traject
Esplanade - Meise - De Wand - Chinees Paviljoen - Araucaria - Braambosjes - Heembeek - Van Praet - Werkhuizenkaai - Mabru - Jules De Trooz - Masui - Thomas - Noordstation - Rogier - De Brouckère - Beurs - Anneessens - Lemonnier - Zuidstation -
Zweden - Wielemans - Union - Kastanjes - Zaman - Monaco - Vorst-Centrum - Sint-Denijs - Max Waller - Bempt - Neerstalle - Merlo - Stalle - Keyenbempt - Rodts - Grote Baan - Drogenbos.

## Materieel
Deze tramlijn werd voornamelijk met drieledige PCC-trams (serie 79xx) gereden. Af en toe (vooral op drukke momenten) werd ook een tweeledige PCC-tram (serie 77xx/78xx) ingezet.
Stations: Noordstation · Rogier · De Brouckère · Beurs - Grote Markt · Anneessens-Fontainas · Lemonnier · Zuidstation · Hallepoort · Sint-Gillisvoorplein · Horta · Albert

Projecten: Toots Thielemans 

Lijnen:         